# Abtei Notre-Dame (Ambronay)

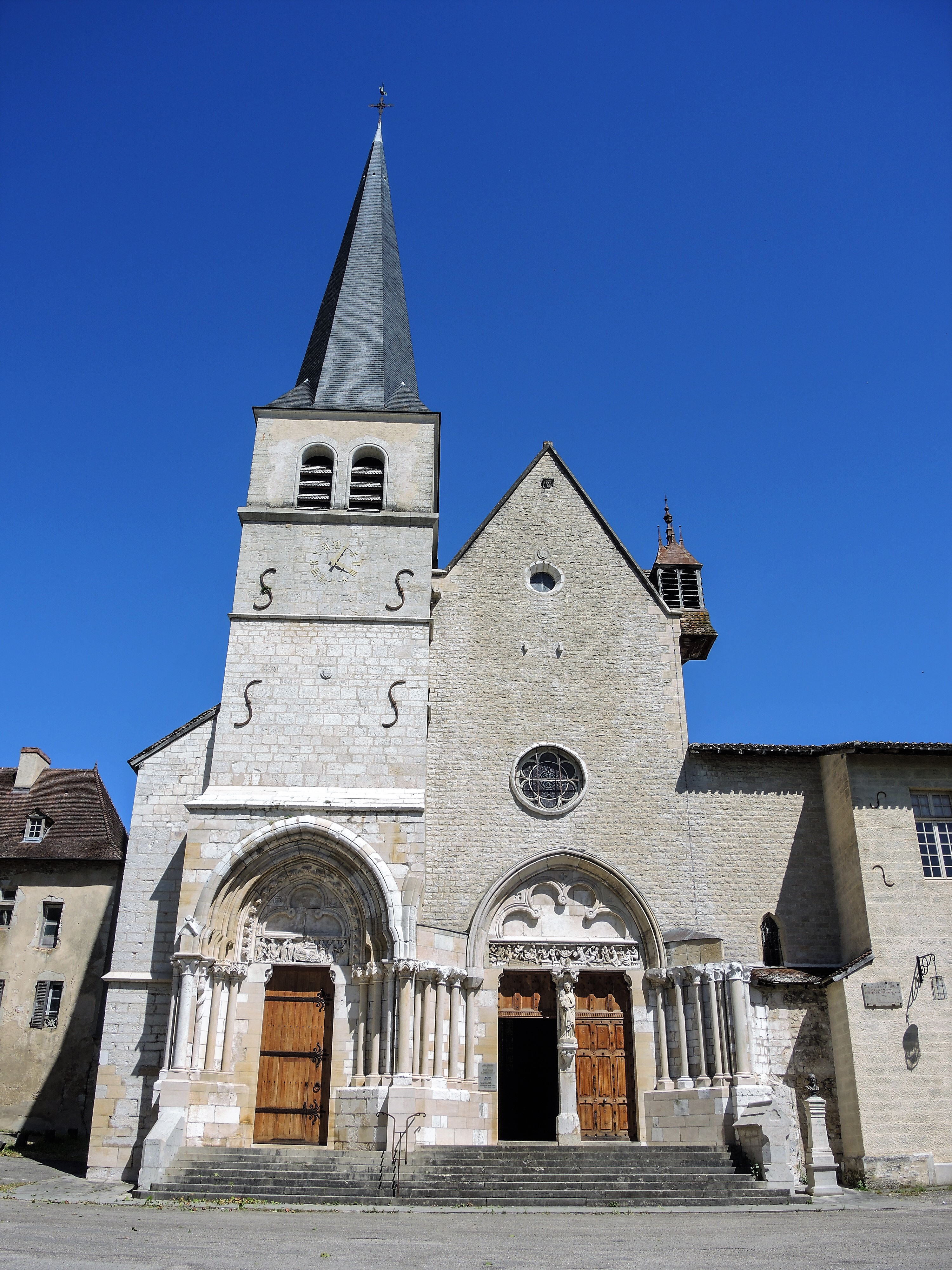
Ehemalige Klosterkirche

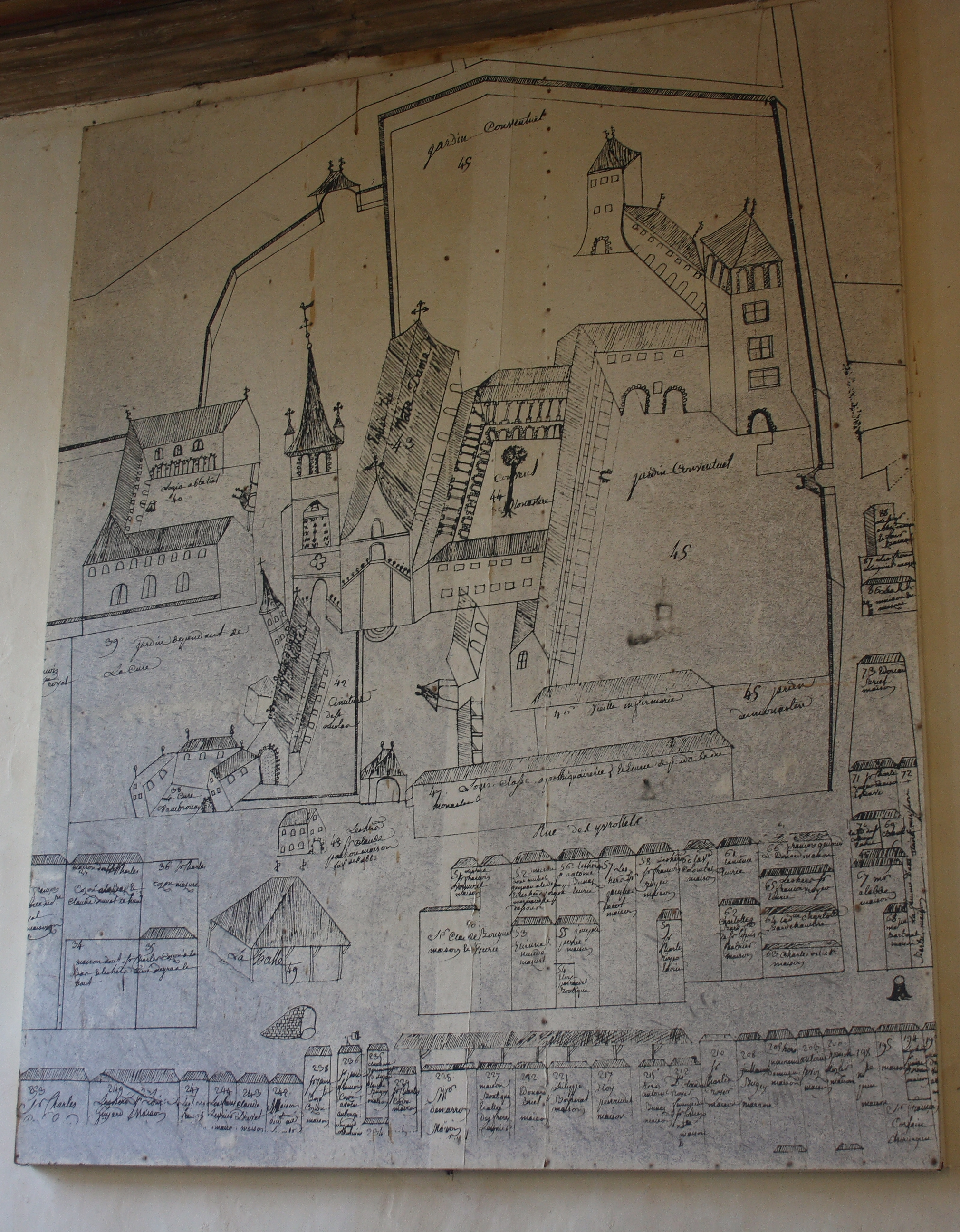
Plan des Klosters

Die Abtei Notre-Dame in Ambronay, einer Gemeinde im Département Ain in der französischen Region Auvergne-Rhône-Alpes, ist ein ehemaliges Benediktinerkloster aus dem 9. Jahrhundert. In den Konventsgebäuden ist heute ein kulturelles Begegnungszentrum (Centre Culturel de Rencontre) untergebracht. Seit 1980 findet in der ehemaligen Abtei das Festival d’Ambronay statt, bei dem Konzerte Alter Musik aufgeführt werden.

## Geschichte
Die Abtei von Ambronay wurde im 9. Jahrhundert vom heiligen Barnard gegründet; die Ordensgemeinschaft übernahm die Regel des heiligen Benedikt. Im 11. Jahrhundert gehörten der Abtei 44 Pfarreien, 21 Priorate und neun Dekanate. Da sie durch ihre Lage den Grenzstreitigkeiten Savoyens mit der Dauphiné ausgesetzt war, wurde die Abtei zu Beginn des 13. Jahrhunderts mit zwei Verteidigungstürmen und einem befestigten Wohntrakt erweitert. 1282 verlor sie ihre Unabhängigkeit, als sie sich dem Schutz der Grafen von Savoyen unterstellte. Unter den Kommendantaräbten erlitt die klösterliche Disziplin einen Niedergang.
Im Jahr 1652 wurde die Abtei der Kongregation von Saint-Maur angeschlossen. Die Mauriner führten die Mönche wieder zum klösterlichen Leben zurück, restaurierten die Konventsgebäude und richteten eine Schule, ein Archiv und eine Bibliothek ein.
Nach der Französischen Revolution wurde das Kloster 1791 säkularisiert. Die Abteikirche wurde zur Pfarrkirche, nachdem sie kurzzeitig zum Tempel der Vernunft (temple de la raison) umgewandelt worden war. 1806 wurde die einstige Pfarrkirche Saint-Nicolas, die auf dem Vorplatz der Abteikirche stand, abgerissen. Die Konventsgebäude wurden verkauft und als Scheune, Gefängnis, Krankenhaus, Schule, Kaserne oder Sozialwohnungen genutzt.
Im 1889 wurde die Abteikirche als geschütztes Baudenkmal in die Liste der Monuments historiques in Frankreich (Base Mérimée) aufgenommen. und das Département Ain kaufte nach und nach die ehemaligen Konventsgebäude auf.

## Abteikirche

### Außenbau
Die Kirche wurde im 13. Jahrhundert errichtet. Die Eingangsfassade ist unsymmetrisch. An der Nordseite befindet sich der Glockenturm. Der kleine Erkerturm an der Nordseite diente als Uhrturm.

### Innenraum
Die Kirche ist dreischiffig. Haupt- und Seitenschiffe sind mit einem Kreuzrippengewölbe gedeckt. In der Kirche befindet sich die Grabkapelle mit dem Grabmal von Jacques de Mauvoisin, dem Abt, der im 15. Jahrhundert eine umfassende Renovierung der Abtei einleitete.

### Wandmalereien
Im nördlichen Seitenschiff sind noch Fragmente von Wandmalereien aus dem 14. Jahrhundert erhalten.

### Bleiglasfenster

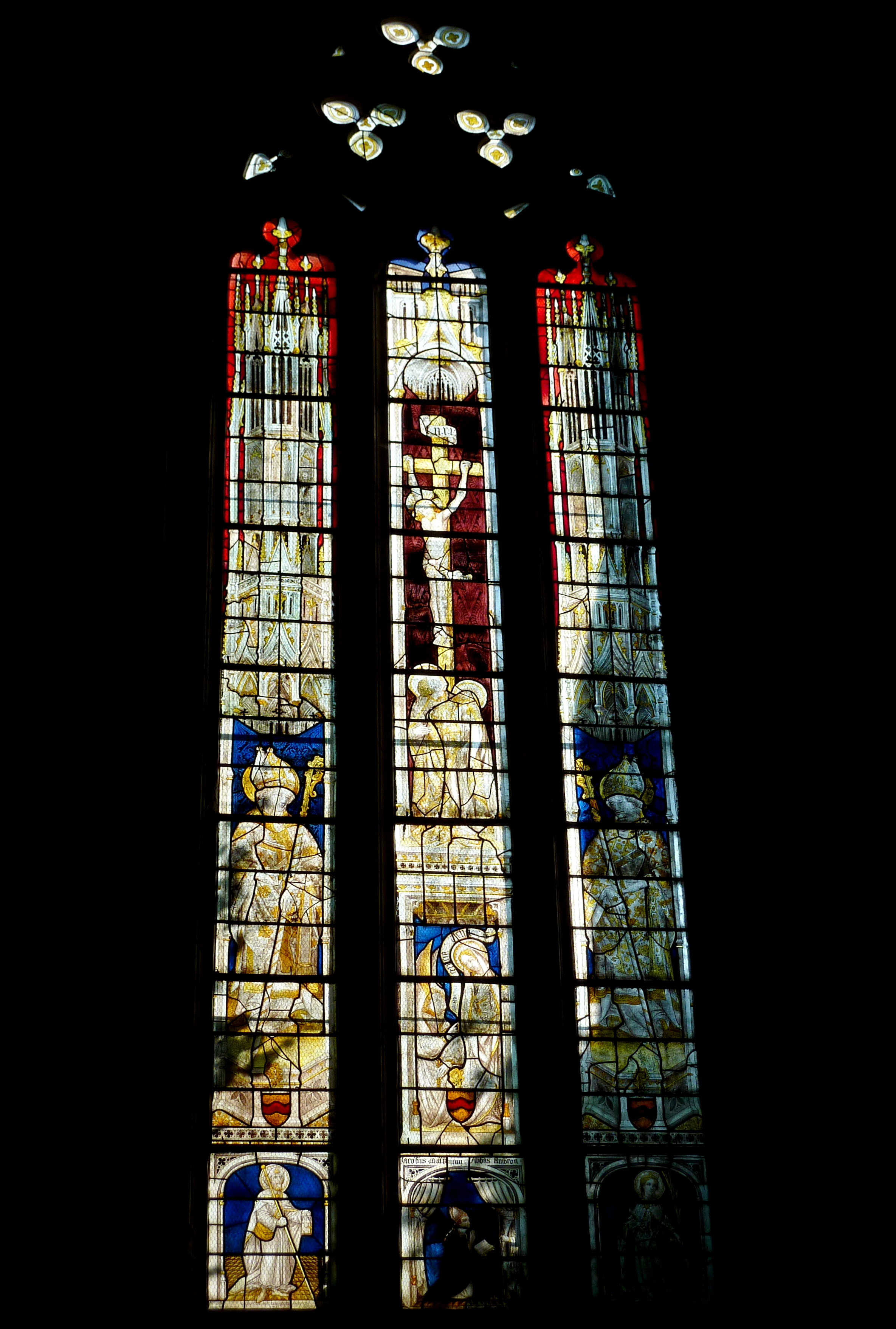
Kreuzigung Christi

Die Chorfenster wurden zwischen 1425 und 1437 geschaffen. Sie wurden von Jacques de Mauvoisin in Auftrag gegeben und jede Lanzette trägt sein Wappen. Die Scheiben im Maßwerk stammen aus dem 20. Jahrhundert. Auf dem mittleren Fenster ist die Kreuzigung Christi dargestellt, darunter die Verkündigungsszene. Die mittlere untere Scheibe ist dem Abt Jacques de Mauvoisin gewidmet.
Auf den seitlichen Lanzetten sind zwei Äbte zu sehen, die in prächtigem Ornat unter einer gotischen Scheinarchitektur stehen.
Auf den seitlichen Chorfenstern werden die heilige Katharina und der Apostel Jakobus sowie der heilige Valerian und ein weiterer Märtyrer dargestellt.

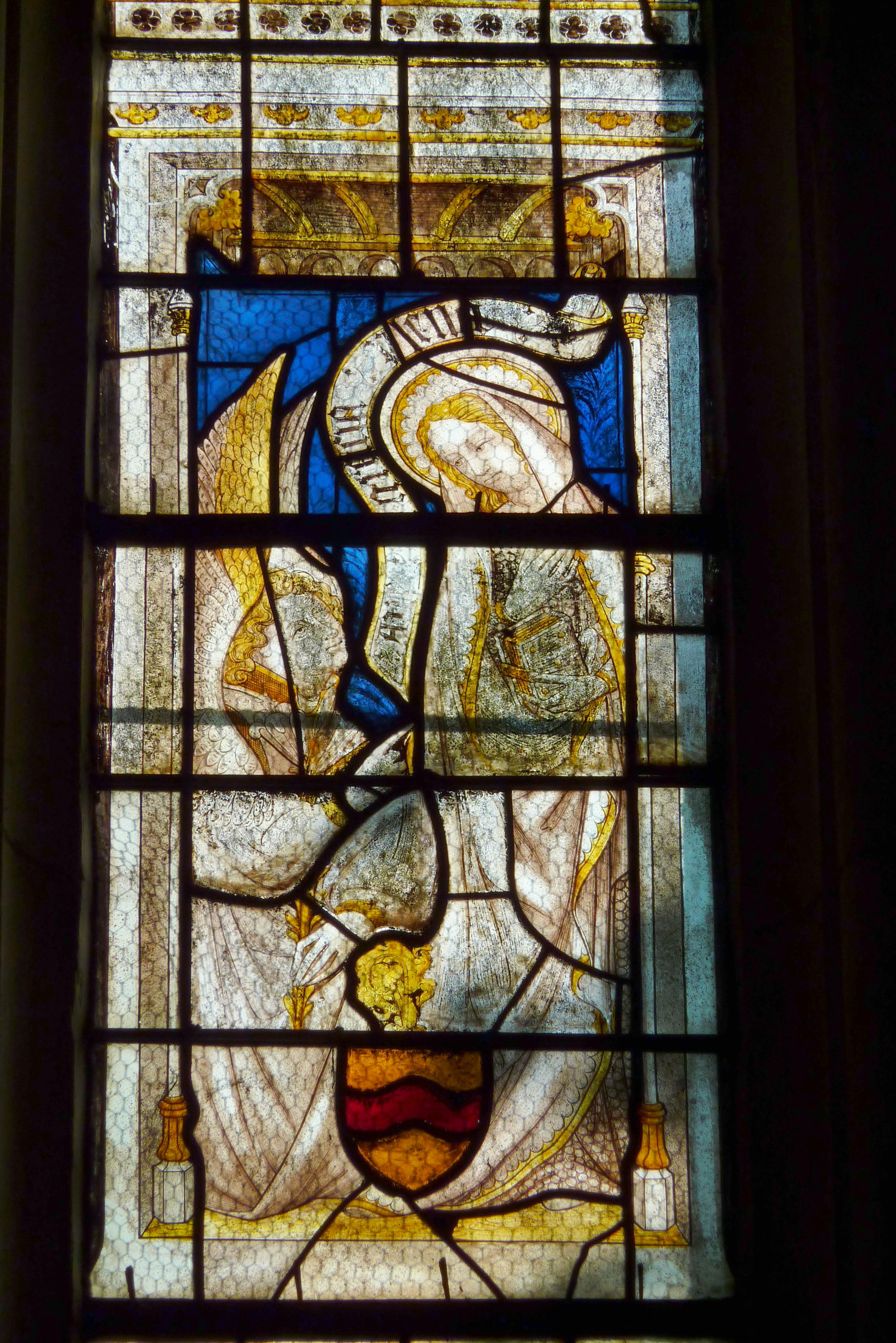
Verkündigung
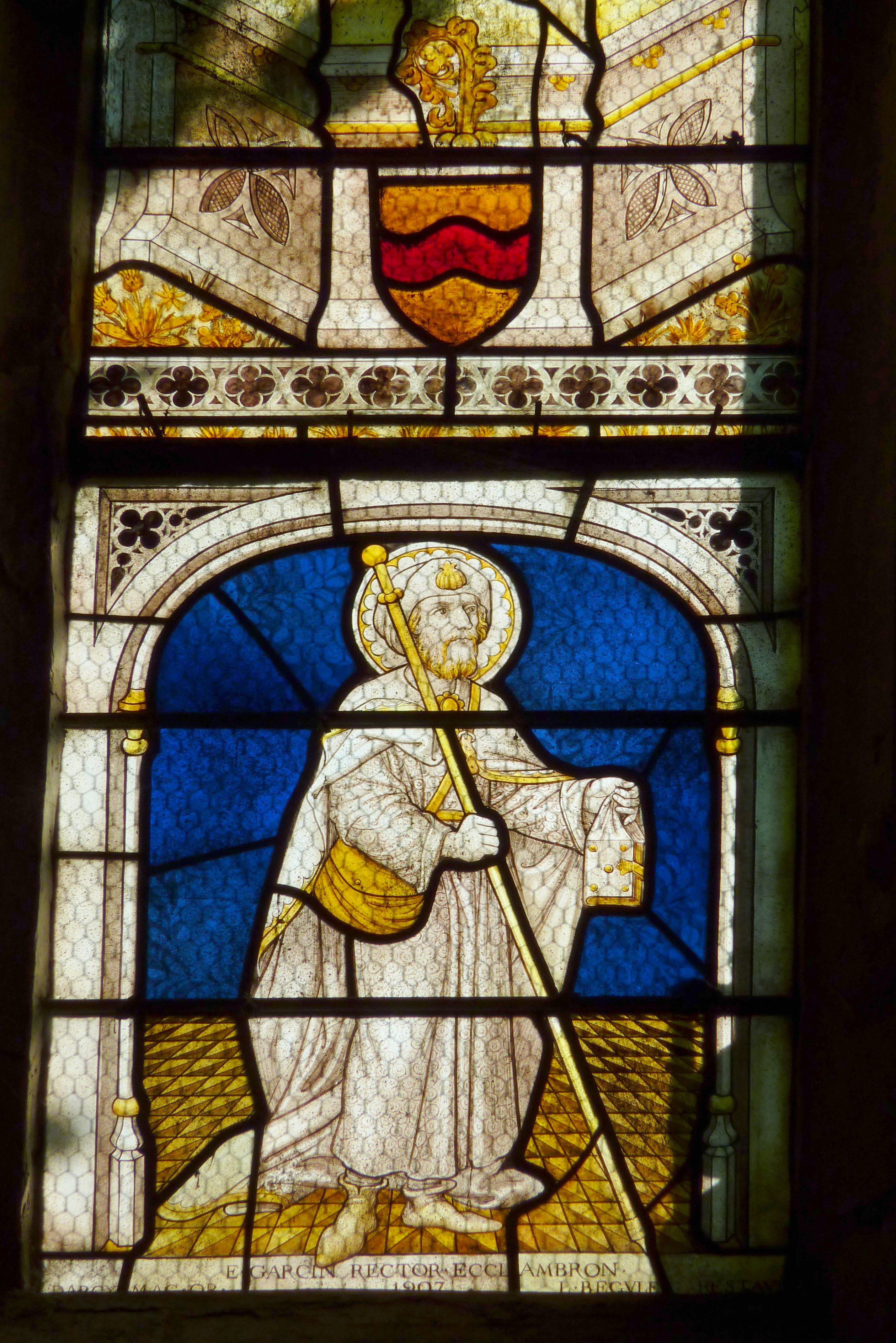
Apostel Jakobus der Ältere
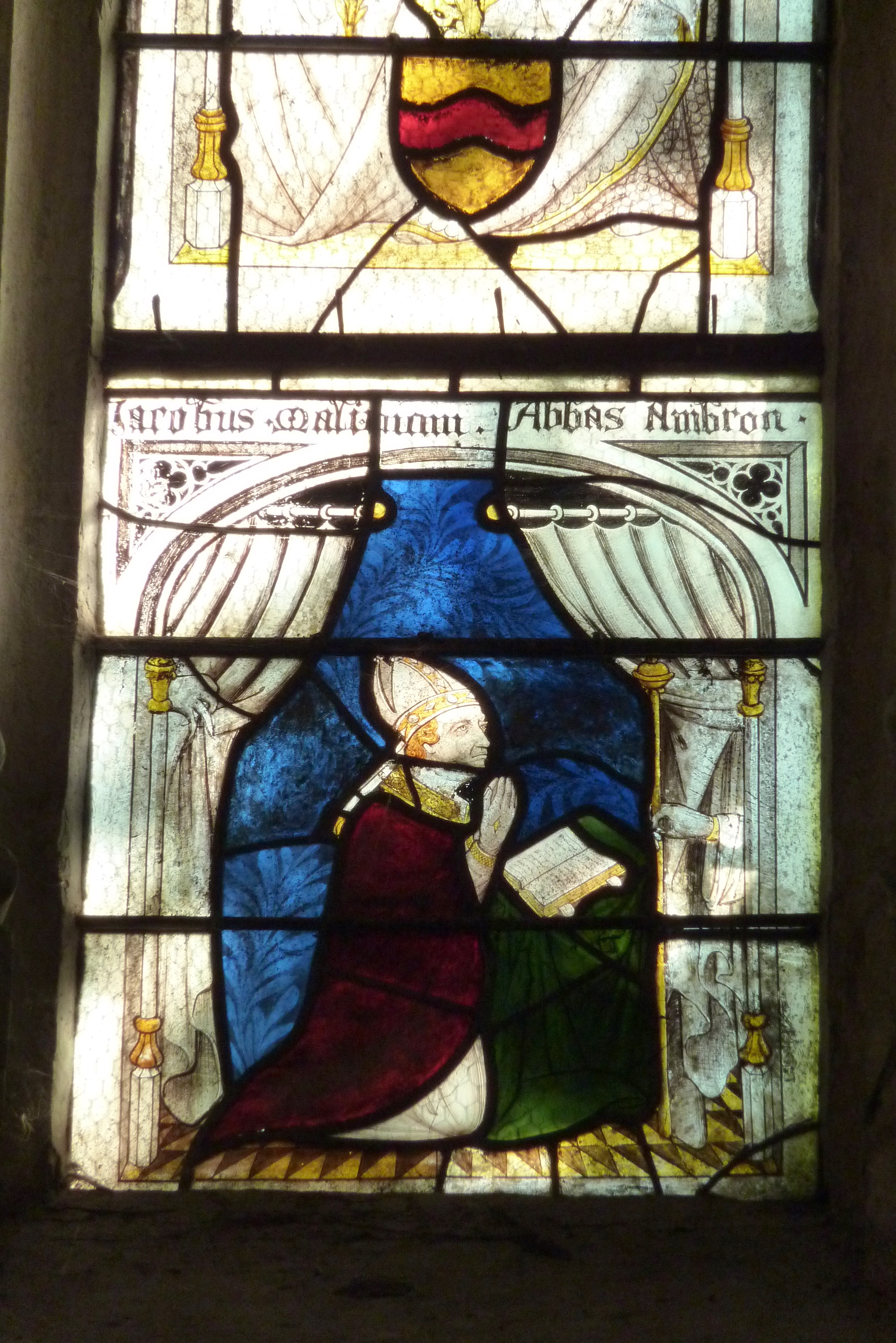
Abt Jacques de Mauvoisin
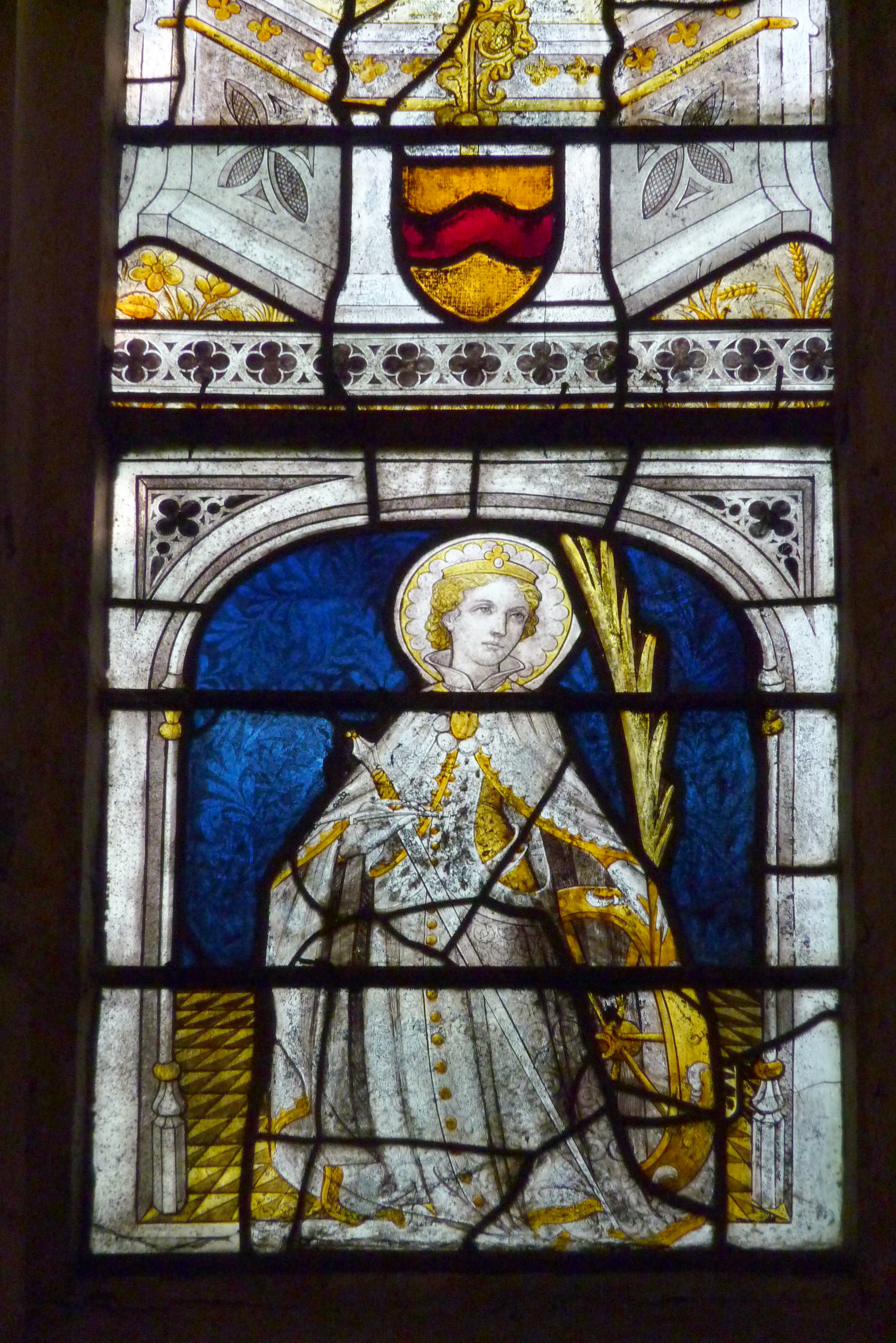
Heilige Katharina

### Ausstattung
- In einer Wandnische wird eine Pietà aufbewahrt, die ins 16. Jahrhundert datiert wird.[10]
- Im 15. Jahrhundert entstand das Chorgestühl aus Eichenholz, dessen Wangen und Miserikordien mit Figuren und Fratzen verziert sind.[11]

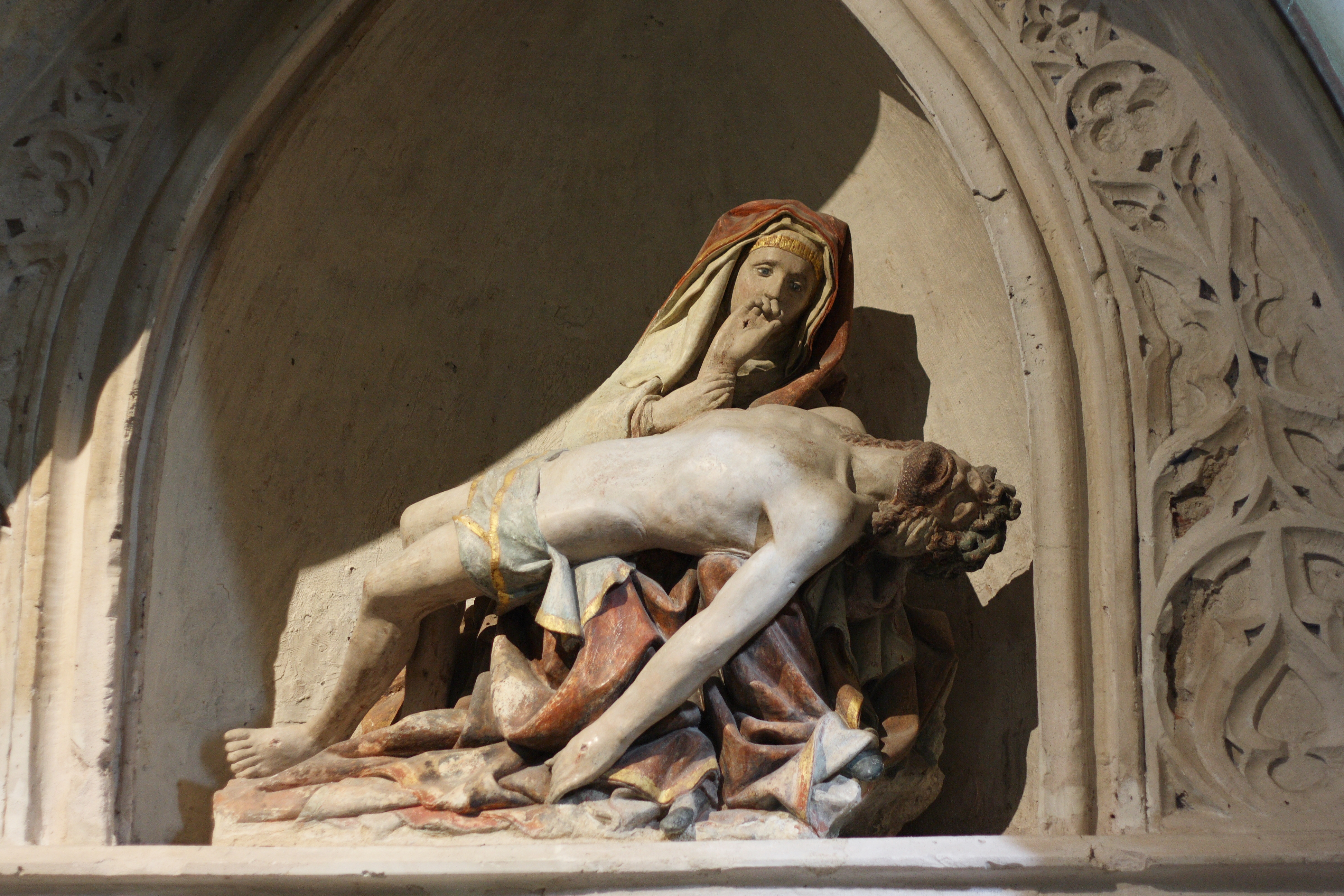
Pietà
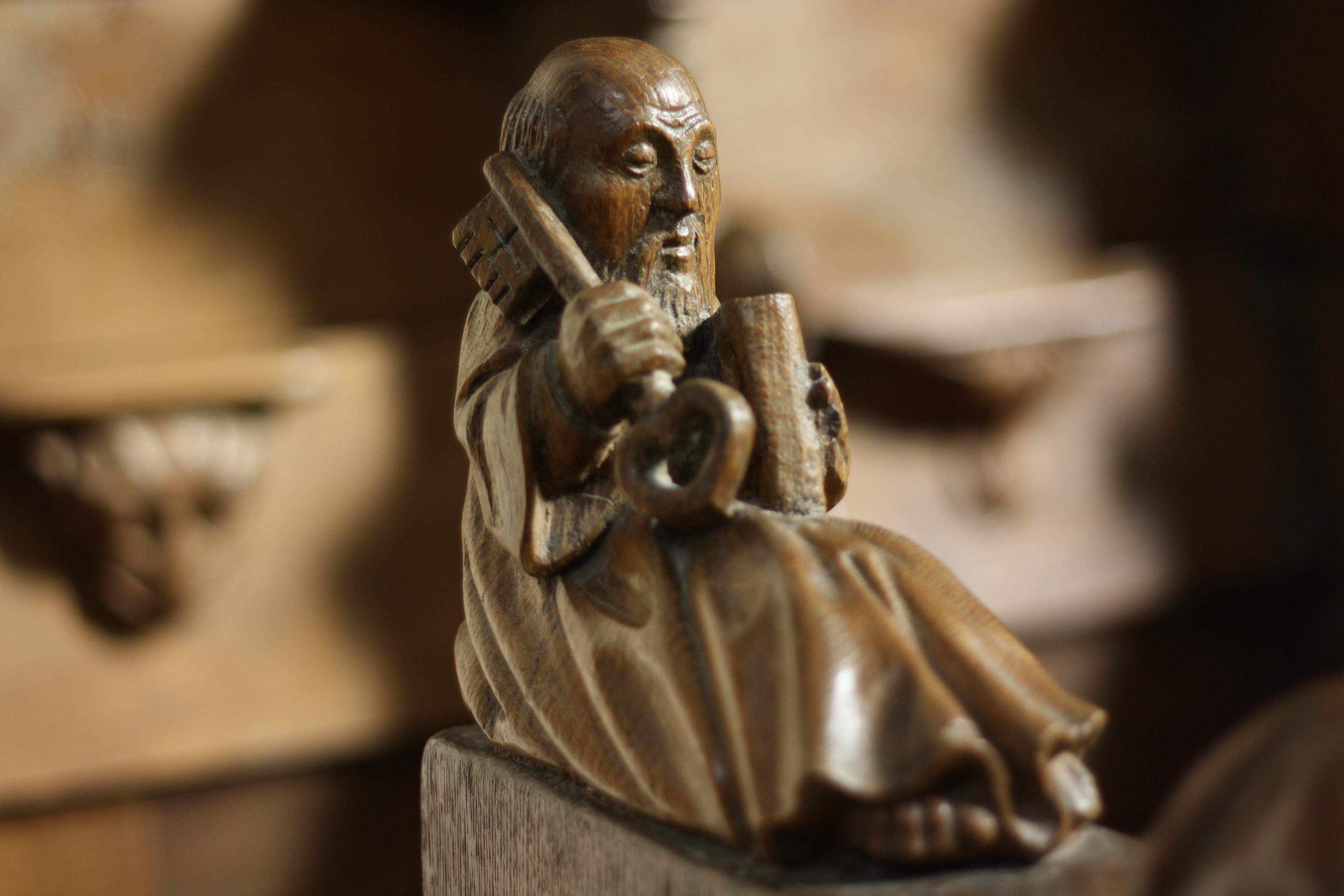
Chorgestühl

### Grabplatten
In der Kirche befinden sich zahlreiche Grabplatten für Äbte und andere Persönlichkeiten, die mit dem Kloster verbunden waren. Auf der Grabplatte für den Abt Guigne de Versailleux, die in das 13. Jahrhundert datiert wird, ist der Verstorbene in Form einer Ritzzeichnung dargestellt. In den Fußboden der Kirche sind über 50 kleinere rechteckige Steinplatten eingelassen, die an die Mönche erinnern. In diese Platten sind Jahreszahlen zwischen 1672 et 1768 und ein Kreuz eingraviert.Ensemble d'environ 50 dalles funéraires de moine in der Base Palissy des französischen Kulturministeriums (französisch)

## Kreuzgang
An der Südseite der Kirche ist der doppelstöckige Kreuzgang angelegt. Das untere Geschoss wurde im 15. Jahrhundert erneuert. Das Obergeschoss wurde nach einem Brand im Jahr 1632 wieder restauriert. Im 17. Jahrhundert wurde auch der monumentale Treppenaufgang geschaffen, der zur oberen Kreuzgangsetage führt. Über dem Treppenaufgang befindet sich eine bemalte Holzdecke.
Die südliche Galerie wurde im 17. Jahrhundert vergrößert. Hier befanden sich das Refektorium, das Dormitorium und die Küchen. Im Untergeschoss wurden die Vorräte aufbewahrt.

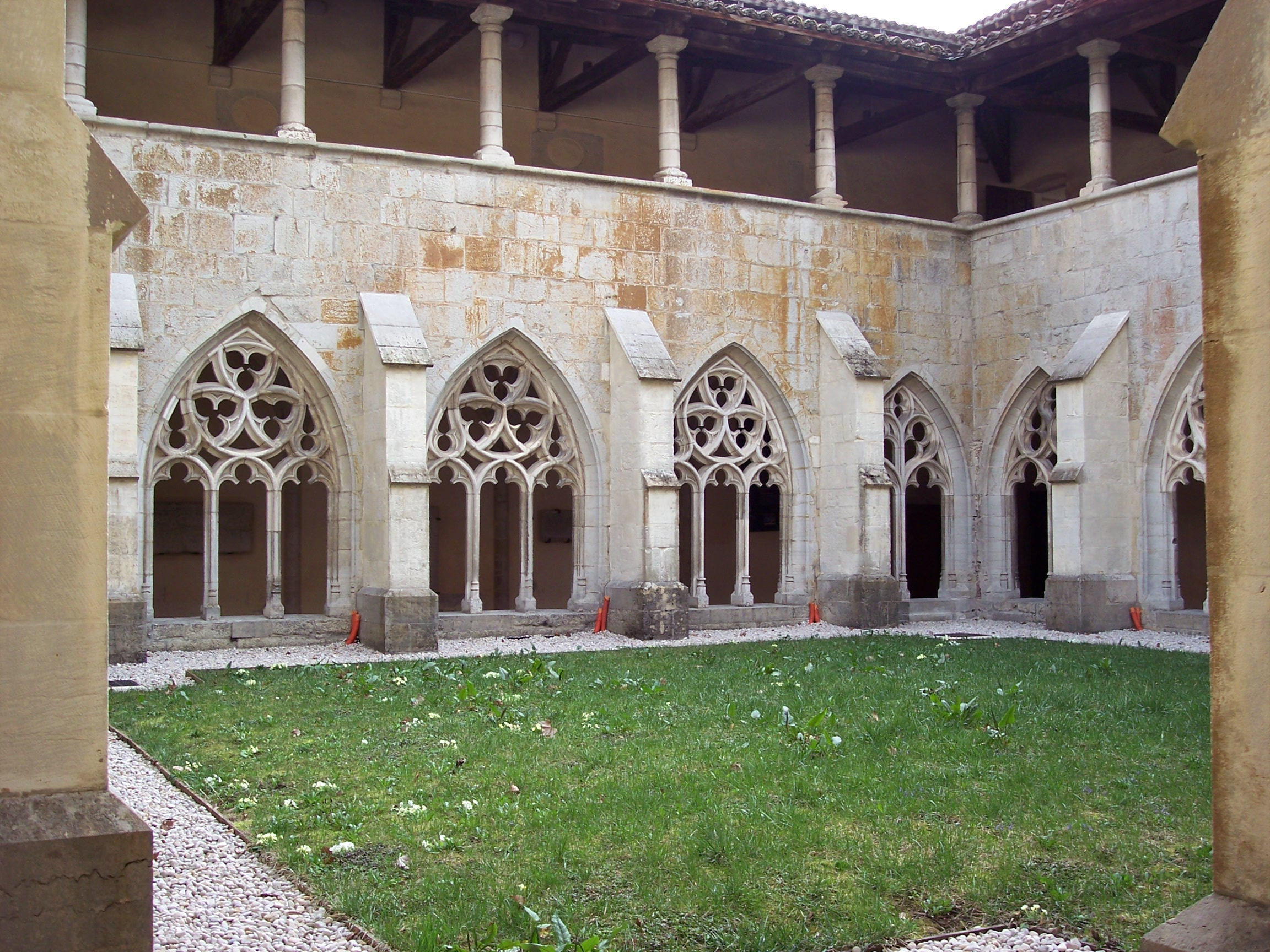
Kreuzgang
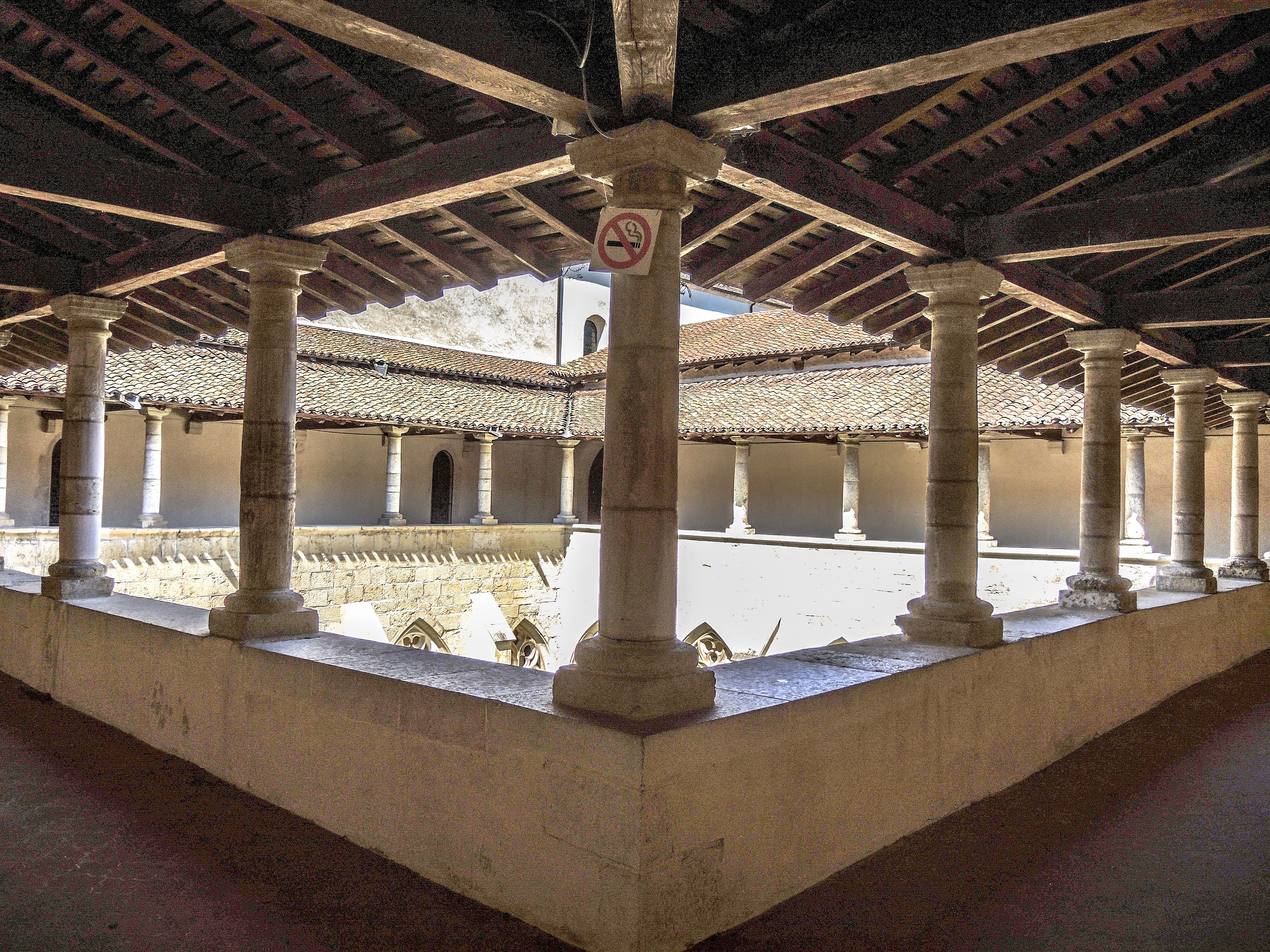
Obere Kreuzganggalerie
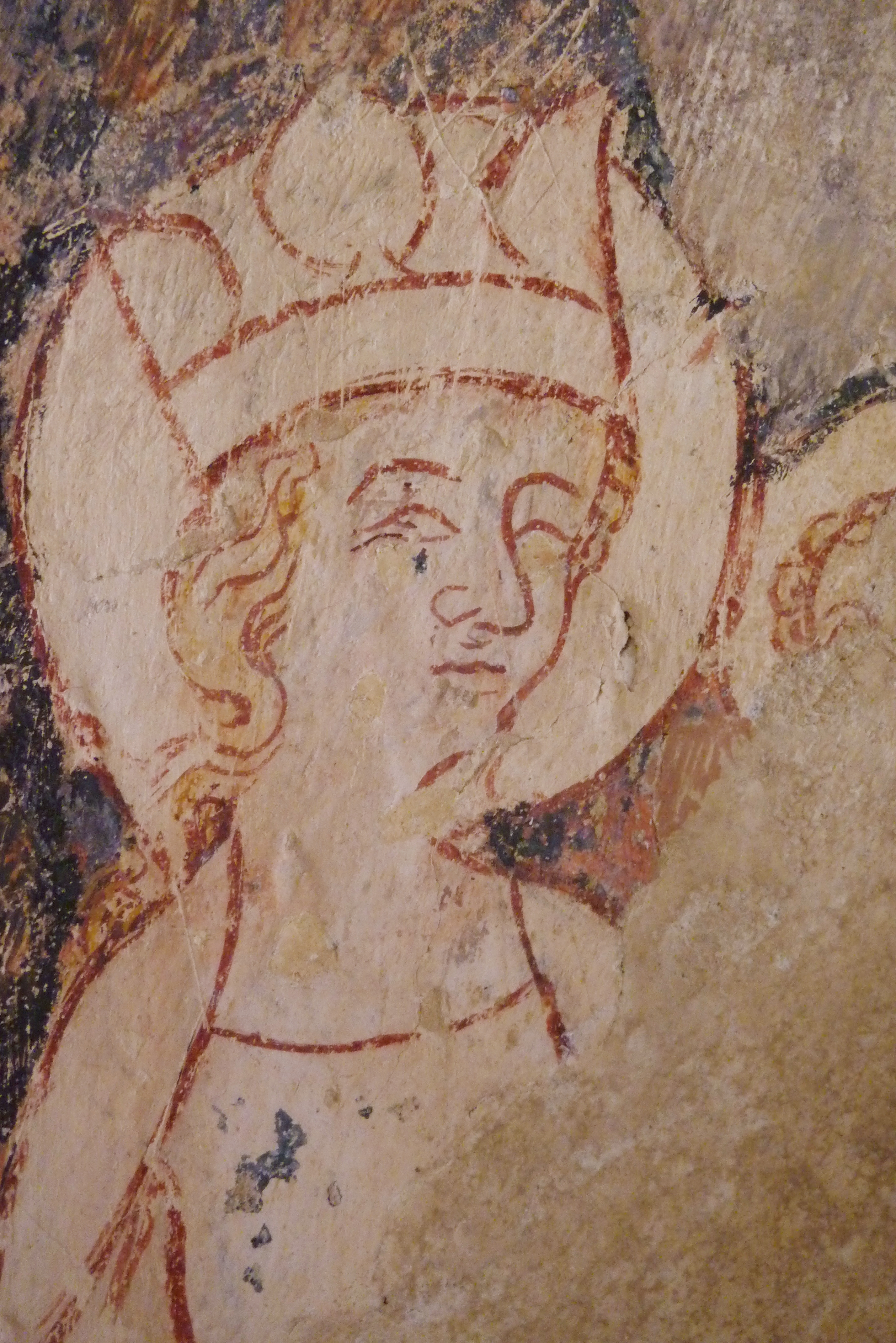
Wandmalerei im Kreuzgang

## Abtspalast
An die Nordseite der Kirche schließt sich der ehemalige Abtspalast an, der im 15. Jahrhundert unter dem Abt Jacques de Mauvoisin errichtet wurde.

## Archivturm
Der Turm wurde als Verteidigungsturm in der ersten Hälfte des 13. Jahrhunderts errichtet.

## Dauphine-Turm
Der Dauphine-Turm wurde zur gleichen Zeit wie der Archivturm errichtet, 1595 aber auf Anordnung von König Heinrich IV. wieder abgetragen. Gegen Ende des 17. Jahrhunderts wurde er wieder aufgebaut, allerdings nicht mehr in der ursprünglichen Höhe.